# خوزه لوئیز بورجا
خوزه لوئیز بورجا (انگلیسی: José Luis Borja؛ زادهٔ ۲۹ مهٔ ۱۹۴۷) بازیکن فوتبال اهل اسپانیا است.
از باشگاه‌هایی که در آن بازی کرده‌است می‌توان به باشگاه فوتبال اسپانیول، باشگاه فوتبال رئال مادرید، و باشگاه فوتبال رئال مورسیا اشاره کرد.